# Dexia genuina
Dexia genuina är en tvåvingeart som först beskrevs av Wulp 1891.  Dexia genuina ingår i släktet Dexia och familjen parasitflugor. Inga underarter finns listade i Catalogue of Life.